# Estação Paveletskaia (linha Zamoskvoretskaia)
Paveletskaia (em russo:  Павелецкая) é uma das estações da linha Zamoskvoretskaia (Linha 2) do Metro de Moscovo, na Rússia. Estação «Paveletskaia» está localizada entre as estações «Avtosavodskaia» e «Novokuznetskaia».